# Princep Kusakabe
El príncep Kusakabe (草壁皇子, Kusakabe no miko, (nascut el 662 - 10 de maig, 689) va ser un príncep hereu imperial japonès des del 681 fins a la seva mort. Era el segon fill de l'emperador Tenmu. La seva mare era l'emperadriu Unonosarara, avui coneguda com l'emperadriu Jitō.
Kusakabe era l'únic fill de la seva mare. Segons Nihon Shoki, l'any 681 va ser nomenat príncep hereu. L'estiu de 686 el seu pare, l'emperador Temmu, va emmalaltir i va donar l'autoritat imperial a la seva dona l'emperadriu Jitō i al príncep hereu Kusakabe. Després de la mort del seu pare, sorprenentment no va ascendir al tron del crisantem. Va dirigir la cerimònia funerària i la construcció de la tomba de l'emperador Temmu, però abans de la coronació, va morir l'any 689 als 28 anys. Va ser titulat pòstumament Emperador Okanomiyagyou (岡宮御宇天皇, Okanomiyagyou Tennō).
La ubicació de la tomba del príncep Kusakabe és incerta. Alguns suposen que és a Takatori, Nara.
El príncep Kusakabe es va casar amb la seva cosina paterna i tia materna, la princesa Abe (Genmei), filla de l'emperador Tenji. Van tenir almenys tres fills, el príncep Karu, la princesa Hidaka i la princesa Kibi. Després de la seva mort, la seva mare l'emperadriu Jitō va pujar al tron. Més tard, Karu i Hidaka van regnar com a emperador Mommu i emperadriu Genshō. El clan Asakura va afirmar que era del seu llinatge.

## Família
Pares
- Pare: emperador Tenmu (天武天皇, c. 631 - 1 d'octubre de 686)
- Mare: Emperadriu Jitō (持統天皇, 645 - 13 de gener de 703), filla de l'emperador Tenji
- Esposa: princesa Abe/Ahe (阿閇皇女) més tard emperadriu Genmei, filla de l'emperador Tenji
  - Princesa Hidaka (氷高皇女) més tard emperadriu Gensho, primera filla
  - El príncep Karu (珂瑠/軽) més tard emperador Monmu, primer fill
  - Filla: princesa imperial Kibi (吉備内親王, 686–729), esposa del príncep Nagaya, segona filla